# 한스 블릭스
한스 마르틴 블릭스(스웨덴어: Hans Martin Blix, 1928년 6월 28일 ~ )는 스웨덴의 외교관이자 자유당의 정치인이다.
1978년부터 1979년까지 스웨덴 외무부 장관을 지냈으며, 이후 국제 원자력 기구(IAEA)의 수장이 되었다. 이와 같이 블릭스는 소련 체르노빌 참사의 결과를 현장에서 조사한 최초의 서방측 대표였으며, 이에 대한 당국의 대응을 이끌었다. 블릭스는 또한 2000년 3월부터 2003년 6월까지 유엔 감시, 검증, 검사 위원회의 위원장을 맡았으며, 그 후임이 디미트리스 페리코스였다. 2002년, 위원회는 대량살상무기를 찾기 위해 이라크를 수색하기 시작했지만, 결국 아무것도 찾지 못했다. 2003년 3월 17일, 조지 W. 부시 미국 대통령은 백악관에서 사담 후세인이 떠나지 않으면 48시간 이내에 미국이 이라크를 침공할 것이라고 발표한 연설을 했다. 부시는 블릭스의 팀을 포함한 모든 무기사찰단에게 3월 20일 미국과 동맹국들이 이라크를 침공할 수 있도록 이라크를 떠나라고 명령했다. 2010년 2월, 블릭스는 아랍에미리트의 원자력 프로그램을 위한 자문 위원회의 대표가 되었다. 그는 세계 유엔 연합의 전 회장이다.

## 생애 및 경력
블릭스는 스웨덴 웁살라에서 태어났다. 군나르 블릭스 교수와 헤르타 위버그 교수의 아들이며, 마그누스 블릭스 교수의 손자이다. 그는 잼틀란드 출신이다. 웁살라 대학교와 컬럼비아 대학교에서 공부하여 케임브리지 대학교 트리니티 홀에서 박사학위를 받았다. 1959년 스톡홀름 대학교에서 국제법 박사 학위를 받고 이듬해 국제법 부교수로 임명되었다. 한스 블릭스에게는 머텐과 괴란이라는 두 아들이 있는데, 둘 다 박사 학위를 가지고 있다.
1962년부터 1978년까지 블릭스는 제네바에서 열린 군축 회의에서 스웨덴 대표단의 일원이었다. 1963년부터 1976년까지 스웨덴 행정부에서 여러 직책을 맡았으며, 1961년부터 1981년까지 유엔 주재 스웨덴 대표단을 지냈다. 1978년부터 1979년까지 스웨덴 외무장관을 지냈다.
블릭스는 1980년 원자력에 대한 국민 투표 동안 스웨덴 자유당의 선거 운동 의장을 맡았고, 스웨덴 원자력 프로그램의 유지를 지지하는 캠페인을 벌였다.

## 이라크 군축 위기 (2002년~2003년)
2003년 이라크 침공 이전 이라크 군축 위기 동안 블릭스는 코피 아난 유엔 사무총장에 의해 은퇴로부터 돌아와 이라크 감시를 담당하는 유엔 감시, 검증, 검사 위원회를 이끄는 데 소환되었다. 코피 아난은 당초 과거 UNSCOM과 함께 일했던 롤프 에케우스를 추천했으나 러시아와 프랑스가 그의 임명을 거부한 바 있다.
블릭스는 개인적으로 사담 후세인을 "고양이와 쥐" 게임에 대해 훈계했으며, 이라크가 그의 임무를 방해하거나 지연시키려 할 경우 "심각한 결과"를 경고했다.
블릭스는 2003년 2월 14일 유엔 안전 보장 이사회에 제출한 보고서에서 "지금까지 유엔 안전 보장 이사회는 그러한 무기를 발견하지 못했다.
2004년 블릭스는 "약 700건의 사찰이 있었고, 우리는 어떤 경우에도 대량살상무기를 발견하지 못했다"는 성명을 발표했다.
이라크 대량살상무기 프로그램에 대한 블릭스의 진술은 조지 W. 부시 행정부의 주장과 모순되게 되었고, 이라크 침공에 대한 지지자들로부터 많은 비판을 받았다. 2004년 2월 8일 BBC 1과의 인터뷰에서 블릭스는 미국과 영국 정부가 사담 후세인 정부에 대항한 2003년 전쟁을 강화하기 위해 이라크에서 대량살상무기의 위협을 극화했다고 비난했다. 결국, 미군은 대량살상무기의 활발한 제조를 발견하지 못했지만, 1991년 이전에 제조된 약 5,000개의 화학탄두, 포탄 또는 항공 폭탄을 발견했다.
블릭스는 《가디언》 잡지의 인터뷰에서 "워싱턴에 비판자들이 있습니다. 물론 언론에 더러운 것을 퍼뜨리는 개자식들도 있습니다."라고 말했다.

## 대량살상무기위원회
2003년부터 스웨덴 정부가 자금을 지원하고 스톡홀름에 본부를 둔 독립기구인 대량살상무기위원회(WMDC)의 위원장을 맡고 있다.
2006년 12월, 대량살상무기위원회는 보고서에서 파키스탄의 핵 과학자 압둘 카디르 칸이 "파키스탄 정부의 인식 없이" 핵 데이터와 설계를 전달할 때 단독으로 행동할 수 없었을 것이라고 말했다.

## 같이 보기
- 다그 함마르셸드
- 무함마드 엘바라데이